# Basketball-Ozeanienmeisterschaft der Damen 2007
Die Basketball-Ozeanienmeisterschaft der Damen 2007, die zwölfte Basketball-Ozeanienmeisterschaft der Damen, fand zwischen dem 26. und 29. September 2007 in Dunedin, Neuseeland statt, das zum siebten Mal die Meisterschaft ausrichtete. Gewinner war die Mannschaft Australiens, die zum elften Mal den Titel erringen konnte. Im Finale konnte der Gastgeber klar geschlagen werden. 

## Spielort
Gespielt wurde im Edgar Center in Dunedin.

## Teilnehmende Mannschaften
Australien
| Nummer | Position | Name                     | Geburtsdatum | Größe      |
| ------ | -------- | ------------------------ | ------------ | ---------- |
| 4      | G        | Alicia Poto              | 28.03.1978   | 1,66 Meter |
| 5      | G        | Renae Lisa Camino        | 19.11.1986   | 1,75 Meter |
| 6      | G        | Samantha Richards        | 24.02.1983   | 1,68 Meter |
| 7      | F        | Carly Wilson             | 08.07.1982   | 1,81 Meter |
| 8      | F        | Michelle Kathleen Brogan | 08.02.1973   | 1,86 Meter |
| 9      |          | Emily Katherine McInerny | 30.04.1978   |            |
| 10     |          | Rohanee Cox              | 23.04.1980   | 1,82 Meter |
| 11     | F        | Abby Bishop              | 29.11.1988   | 1,89 Meter |
| 12     |          | Marianna Tolo            | 02.07.1989   | 1,96 Meter |
| 13     | PF       | Emma Randall             | 05.06.1985   | 1,88 Meter |
| 14     | F        | Natalie Christine Porter | 16.12.1980   | 1,85 Meter |
| 15     | G        | Kathleen MacLeod         | 23.10.1986   | 1,68 Meter |

 Fidschi
| Nummer | Position | Name                      | Geburtsdatum | Größe      |
| ------ | -------- | ------------------------- | ------------ | ---------- |
| 7      | SG       | Cecelia Mary Oliver       | 24.01.1990   | 1,70 Meter |
| 8      |          | Sera Colata               | 08.12.1987   |            |
| 9      |          | Agnes Margaret Sokosoko   | 20.05.1985   |            |
| 10     | PG       | Seini Macrae Dobui        | 08.07.1983   | 1,60 Meter |
| 11     | PF/C     | Mareta Katarina Mani      | 05.03.1981   | 1,80 Meter |
| 12     |          | Leilani Saukawa           | 11.03.1985   |            |
| 13     | F        | Brittany Frances Hazelman | 09.11.1990   | 1,85 Meter |
| 14     | F        | Kelera Lomaloma Mataika   | 20.05.1982   | 1,80 Meter |

 Neuseeland
| Nummer | Position | Name                 | Geburtsdatum | Größe      |
| ------ | -------- | -------------------- | ------------ | ---------- |
| 4      |          | Antonia Edmondson    | 10.05.1987   | 1,81 Meter |
| 5      |          | Karlene Kingi        | 31.10.1985   | 1,88 Meter |
| 6      | G        | Angela Marino        | 03.02.1986   | 1,66 Meter |
| 7      |          | Micaela Cocks        | 02.05.1986   | 1,74 Meter |
| 8      |          | Natalie Taylor       | 24.12.1982   | 1,82 Meter |
| 9      | G        | Lisa Pardon          | 22.05.1982   | 1,73 Meter |
| 10     |          | Lisa Wallbutton      | 14.01.1986   | 1,83 Meter |
| 11     |          | Kate McMeeken-Ruscoe | 19.11.1979   | 1,72 Meter |
| 12     | C        | Jessica McCormack    | 08.09.1989   | 1,94 Meter |
| 13     | F        | Jody Hinemoa Tini    | 10.02.1976   | 1,79 Meter |
| 14     |          | Nonila Wharemate     | 17.01.1982   | 1,71 Meter |
| 15     | F/C      | Aneka Kerr           | 01.03.1981   | 1,82 Meter |

## Modus
In der Vorrunde wurde in einer Gruppe zu drei Mannschaften gespielt. Jede Mannschaft spielte gegen jede andere genau einmal, sodass jede Mannschaft zwei Spiele (insgesamt wurden drei Spiele absolviert) absolvierte. Pro Sieg gab es zwei Punkte, für eine Niederlage immerhin noch einen Punkt. Bei Punktgleichheit entschied der Direkte Vergleich. Die beiden punktbesten Mannschaften zogen in das Finale ein, in dem dann der Basketball-Ozeanienmeister der Damen 2007 ausgespielt wurde.

## Ergebnisse

### Vorrunde
| Platzierung | Mannschaft | Punkte | G | V | Körbe   | Diff |
| ----------- | ---------- | ------ | - | - | ------- | ---- |
| 1           | Australien | 4      | 2 | 0 | 214:78  | +136 |
| 2           | Neuseeland | 3      | 1 | 1 | 164:109 | +55  |
| 3           | Fidschi    | 2      | 0 | 2 | 63:254  | −191 |

| 26. September 2007 19:30 | Bericht | Neuseeland                                                                       | 46 – 78 | Australien | Edgar Center |
| 26. September 2007 19:30 | Bericht | Punkte pro Viertel: 11 : 17, 11 : 19, 13 : 20, 11 : 22                           |         | | Edgar Center |
| 26. September 2007 19:30 | Bericht | Punkte: Angela Marino 15 Rebounds: Jessica McCormack 12 Assists: Angela Marino 3 |         | Punkte: Natalie Christine Porter 16 Rebounds: Emma Randall, Natalie Christine Porter 5 Assists: Samantha Richards, Emily Katherine McInerny, Kathleen MacLeod 3 | Edgar Center |
| 26. September 2007 19:30 | Bericht |                                                                                  |         | | Edgar Center |

| 27. September 2007 19:30 | Bericht | Australien                                                                                 | 136 – 32 | Fidschi | Edgar Center |
| 27. September 2007 19:30 | Bericht | Punkte pro Viertel: 40 : 3, 33 : 2, 37 : 8, 26 : 19                                        |          | | Edgar Center |
| 27. September 2007 19:30 | Bericht | Punkte: Renae Lisa Camino 27 Rebounds: Emma Randall 14 Assists: Natalie Christine Porter 7 |          | Punkte: Sera Colata 12 Rebounds: Sera Colata, Seini Macrae Dobui 3 Assists: Cecelia Mary Oliver, Sera Colata, Seini Macrae Dobui, Leilani Saukawa, Brittany Frances Hazelman 1 | Edgar Center |
| 27. September 2007 19:30 | Bericht |                                                                                            |          | | Edgar Center |

| 28. September 2007 19:30 | Bericht | Fidschi | 31 – 118 | Neuseeland                                                                     | Edgar Center |
| 28. September 2007 19:30 | Bericht | Punkte pro Viertel: 7 : 29, 5 : 21, 13 : 27, 6 : 41                                                        |          |                                                                                | Edgar Center |
| 28. September 2007 19:30 | Bericht | Punkte: Sera Colata 15 Rebounds: Mareta Katarina Mani, Cecelia Mary Oliver 4 Assists: Seini Macrae Dobui 2 |          | Punkte: Karlene Kingi 20 Rebounds: Jessica McCormack 8 Assists: Lisa Pardon 10 | Edgar Center |
| 28. September 2007 19:30 | Bericht | |          |                                                                                | Edgar Center |

### Finale
| 29. September 2007 19:45 | Bericht | Australien                                                                                                   | 87 – 46 | Neuseeland                                                                      | Edgar Center |
| 29. September 2007 19:45 | Bericht | Punkte pro Viertel: 22 : 13, 15 : 9, 28 : 18, 22 : 6                                                         |         |                                                                                 | Edgar Center |
| 29. September 2007 19:45 | Bericht | Punkte: Natalie Christine Porter 14 Rebounds: Michelle Kathleen Brogan 9 Assists: Rohanee Cox, Alicia Poto 3 |         | Punkte: Angela Marino 10 Rebounds: Jessica McCormack 7 Assists: Angela Marino 4 | Edgar Center |
| 29. September 2007 19:45 | Bericht | |         |                                                                                 | Edgar Center |

| Australien          |
| Meister Australien  |
| Elfte Meisterschaft |

## Statistiken

### Individuelle Statistiken

#### Punkte
| Gesamt | Gesamt                   | Gesamt | pro Spiel | pro Spiel                | pro Spiel    |
| Platz  | Name                     | Anzahl | Platz     | Name                     | Durchschnitt |
| ------ | ------------------------ | ------ | --------- | ------------------------ | ------------ |
| 1      | Renae Lisa Camino        | 46     | 1         | Renae Lisa Camino        | 15,3         |
| 2      | Angela Marino            | 41     | 2         | Angela Marino            | 13,7         |
| 3      | Natalie Christine Porter | 37     | 3         | Sera Colata              | 13,5         |
|        | Emma Randall             | 37     | 4         | Natalie Christine Porter | 12,3         |
| 4      | Kathleen MacLeod         | 30     |           | Emma Randall             | 12,3         |

#### Rebounds
| Gesamt | Gesamt                   | Gesamt | pro Spiel | pro Spiel                | pro Spiel    |
| Platz  | Name                     | Anzahl | Platz     | Name                     | Durchschnitt |
| ------ | ------------------------ | ------ | --------- | ------------------------ | ------------ |
| 1      | Jessica McCormack        | 27     | 1         | Jessica McCormack        | 9,0          |
| 2      | Emma Randall             | 26     | 2         | Emma Randall             | 8,7          |
| 3      | Natalie Christine Porter | 19     | 3         | Natalie Christine Porter | 6,3          |
| 4      | Abby Bishop              | 16     | 4         | Michelle Kathleen Brogan | 6,0          |
|        | Lisa Wallbutton          | 16     | 5         | Abby Bishop              | 5,3          |

#### Assists
| Gesamt | Gesamt                   | Gesamt | pro Spiel | pro Spiel                | pro Spiel    |
| Platz  | Name                     | Anzahl | Platz     | Name                     | Durchschnitt |
| ------ | ------------------------ | ------ | --------- | ------------------------ | ------------ |
| 1      | Kathleen MacLeod         | 11     | 1         | Kathleen MacLeod         | 3,7          |
|        | Lisa Pardon              | 11     |           | Lisa Pardon              | 3,7          |
|        | Natalie Christine Porter | 11     |           | Natalie Christine Porter | 3,7          |
| 2      | Rohanee Cox              | 9      | 2         | Rohanee Cox              | 3,0          |
|        | Samantha Richards        | 9      |           | Samantha Richards        | 3,0          |

#### Blocks
| Gesamt | Gesamt                   | Gesamt | pro Spiel | pro Spiel                | pro Spiel    |
| Platz  | Name                     | Anzahl | Platz     | Name                     | Durchschnitt |
| ------ | ------------------------ | ------ | --------- | ------------------------ | ------------ |
| 1      | Jessica McCormack        | 7      | 1         | Jessica McCormack        | 2,3          |
| 2      | Sera Colata              | 3      | 2         | Sera Colata              | 1,5          |
|        | Marianna Tolo            | 3      | 3         | Michelle Kathleen Brogan | 1,0          |
| 3      | Michelle Kathleen Brogan | 2      |           | Mareta Katarina Mani     | 1,0          |
|        | Mareta Katarina Mani     | 2      |           | Marianna Tolo            | 1,0          |

#### Steals
| Gesamt | Gesamt            | Gesamt | pro Spiel | pro Spiel         | pro Spiel    |
| Platz  | Name              | Anzahl | Platz     | Name              | Durchschnitt |
| ------ | ----------------- | ------ | --------- | ----------------- | ------------ |
| 1      | Angela Marino     | 9      | 1         | Angela Marino     | 3,0          |
| 2      | Lisa Wallbutton   | 7      | 2         | Lisa Wallbutton   | 2,3          |
| 3      | Renae Lisa Camino | 6      | 3         | Renae Lisa Camino | 2,0          |
|        | Lisa Pardon       | 6      |           | Sera Colata       | 2,0          |
| 4      | Antonia Edmondson | 5      |           | Lisa Pardon       | 2,0          |

### Kollektive Statistiken

#### Punkte
| Gesamt | Gesamt     | Gesamt | pro Spiel | pro Spiel  | pro Spiel    |
| Platz  | Name       | Anzahl | Platz     | Name       | Durchschnitt |
| ------ | ---------- | ------ | --------- | ---------- | ------------ |
| 1      | Australien | 301    | 1         | Australien | 100,3        |
| 2      | Neuseeland | 210    | 2         | Neuseeland | 70,0         |
| 3      | Fidschi    | 63     | 3         | Fidschi    | 31,5         |

#### Rebounds
| Gesamt | Gesamt     | Gesamt | pro Spiel | pro Spiel  | pro Spiel    |
| Platz  | Name       | Anzahl | Platz     | Name       | Durchschnitt |
| ------ | ---------- | ------ | --------- | ---------- | ------------ |
| 1      | Australien | 145    | 1         | Australien | 48,3         |
| 2      | Neuseeland | 95     | 2         | Neuseeland | 31,7         |
| 3      | Fidschi    | 31     | 3         | Fidschi    | 15,5         |

#### Assists
| Gesamt | Gesamt     | Gesamt | pro Spiel | pro Spiel  | pro Spiel    |
| Platz  | Name       | Anzahl | Platz     | Name       | Durchschnitt |
| ------ | ---------- | ------ | --------- | ---------- | ------------ |
| 1      | Australien | 75     | 1         | Australien | 25,0         |
| 2      | Neuseeland | 56     | 2         | Neuseeland | 18,7         |
| 3      | Fidschi    | 9      | 3         | Fidschi    | 4,5          |

#### Blocks
| Gesamt | Gesamt     | Gesamt | pro Spiel | pro Spiel  | pro Spiel    |
| Platz  | Name       | Anzahl | Platz     | Name       | Durchschnitt |
| ------ | ---------- | ------ | --------- | ---------- | ------------ |
| 1      | Australien | 9      | 1         | Australien | 3,0          |
| 2      | Neuseeland | 8      | 2         | Neuseeland | 2,7          |
| 3      | Fidschi    | 5      | 3         | Fidschi    | 2,5          |

#### Steals
| Gesamt | Gesamt     | Gesamt | pro Spiel | pro Spiel  | pro Spiel    |
| Platz  | Name       | Anzahl | Platz     | Name       | Durchschnitt |
| ------ | ---------- | ------ | --------- | ---------- | ------------ |
| 1      | Neuseeland | 43     | 1         | Neuseeland | 14,3         |
| 2      | Australien | 34     | 2         | Australien | 11,3         |
| 3      | Fidschi    | 11     | 3         | Fidschi    | 5,5          |

## Abschlussplatzierung
| Rang | Mannschaft |
| ---- | ---------- |
| 1    | Australien |
| 2    | Neuseeland |
| 2    | Fidschi    |

Da Australien als amtierender Weltmeister automatisch für die Olympischen Sommerspiele 2008 qualifiziert war, qualifizierte sich Neuseeland durch den Finaleinzug ebenfalls für die Olympischen Sommerspiele 2008 in Peking, Volksrepublik China. Fidschi qualifizierte sich für das Qualifikationsturnier.